# Биметаллические памятные монеты Казахстана
Биметаллические памятные монеты выпускаются Национальным банком Республики Казахстан с 2003 года, когда была выпущена серия из 4 монет, посвящённая 10-летию тенге. Монеты изготовляются в двух вариантах:
- номиналом 100 тенге из недрагоценных металлов (нибрасс и нейзильбер) в качестве UNC;
- номиналом 100 и 500 тенге из серебра 925 пробы и тантала в качестве proof.

Все биметаллические монеты чеканятся на Казахстанском монетном дворе. Выпуск монет осуществляется в рамках местных программ «События», «10 лет тенге», «Космос» и «Достояние республики».
Биметаллические монеты являются законным средством платежа в Казахстане, однако в реальном обращении присутствуют только монеты из недрагоценных металлов, поскольку рыночная стоимость серебряных монет значительно выше номинала и в качестве средств платежа они не используются.

## Статистика
По состоянию на май 2018 года было выпущено 17 памятных биметаллических монет.
| Сводная таблица выпуска монет по годам и номиналу | Сводная таблица выпуска монет по годам и номиналу | Сводная таблица выпуска монет по годам и номиналу | Сводная таблица выпуска монет по годам и номиналу | Сводная таблица выпуска монет по годам и номиналу | Сводная таблица выпуска монет по годам и номиналу | Сводная таблица выпуска монет по годам и номиналу | Сводная таблица выпуска монет по годам и номиналу | Сводная таблица выпуска монет по годам и номиналу | Сводная таблица выпуска монет по годам и номиналу | Сводная таблица выпуска монет по годам и номиналу | Сводная таблица выпуска монет по годам и номиналу | Сводная таблица выпуска монет по годам и номиналу | Сводная таблица выпуска монет по годам и номиналу | Сводная таблица выпуска монет по годам и номиналу |
|                                                   | 2003                                              | 2005                                              | 2006                                              | 2007                                              | 2008                                              | 2009                                              | 2010                                              | 2011                                              | 2012                                              | 2013                                              | 2015                                              | 2017                                              | Всего                                             |                                                   |
| ------------------------------------------------- | ------------------------------------------------- | ------------------------------------------------- | ------------------------------------------------- | ------------------------------------------------- | ------------------------------------------------- | ------------------------------------------------- | ------------------------------------------------- | ------------------------------------------------- | ------------------------------------------------- | ------------------------------------------------- | ------------------------------------------------- | ------------------------------------------------- | ------------------------------------------------- | ------------------------------------------------- |
| 100 тенге                                         | 4                                                 | 1                                                 |                                                   |                                                   |                                                   |                                                   |                                                   |                                                   |                                                   |                                                   |                                                   | 1                                                 | 6                                                 |                                                   |
| 500 тенге                                         |                                                   |                                                   | 1                                                 | 1                                                 | 1                                                 | 1                                                 | 1                                                 | 1                                                 | 2                                                 | 1                                                 | 2                                                 |                                                   | 11                                                |                                                   |
| Всего                                             | 4                                                 | 1                                                 | 1                                                 | 1                                                 | 1                                                 | 1                                                 | 1                                                 | 1                                                 | 2                                                 | 1                                                 | 2                                                 | 1                                                 | 17                                                |                                                   |

## Монеты из недрагоценных металлов
Биметаллические монеты номиналом 100 тенге чеканятся из нейзильбера (центральная часть) и нибрасса (кольцо).
Аверс: номинал, национальный орнамент, 8-угольная розетка, аббревиатура Национального банка на каз. ҚҰБ, знак монетного двора.
Гурт рубчатый с обозначениями номинала на каз. ЖYЗ ТЕҢГЕ и рус. СТО ТЕНГЕ, разделёнными звёздочками.
Масса: 6,45 г. Диаметр: 24,5 мм. Толщина: 1,90 мм. Тираж каждой монеты — 100 000 шт.

### Серия «10 лет тенге»
Монеты серии были выпущены в 2003 году. Этому же событию были посвящены две серебряные монеты номиналом 1000 тенге.
Реверс: изображения животных с монет тенге первого выпуска, надпись на каз. ТЕҢГЕГЕ 10 ЖЫЛ — «10 лет тенге», название государства на каз. ҚАЗАҚСТАН РЕСПУБЛИКАСЫ и год выпуска монеты.
| 2003 |  | Архар |      | 2003 |       | Ирбис |
| 2003 |  | Волк  | 2003 |      | Петух |       |

### Серия «События»
В серии «События» была выпущена только одна биметаллическая монета, посвящённая 60-летию ООН. Также в рамках серии с 1995 года выпускаются монеты из нейзильбера номиналом 20 и 50 тенге.
| 2005 |                                                                                                   | 60 лет ООН |
| 2005 | Реверс: эмблема юбилея, название государства на каз. ҚАЗАҚСТАН РЕСПУБЛИКАСЫ и год выпуска монеты. |            |

## Монеты из серебра и тантала

### Серия «Космос»
Монеты серии номиналом 500 тенге выпускались в 2006—2015 годах. С аналогичным дизайном выпускались медно-никелевые монеты номиналом 50 тенге.
Аверс: петроглиф «Солярное божество» на фоне стилизованного изображения космоса, название государства на каз. ҚАЗАҚСТАН РЕСПУБЛИКАСЫ и англ. REPUBLIC OF KAZAKHSTAN, номинал, знак монетного двора, масса и проба металлов.
Гурт рубчатый.
| 2006 | | Космос                             |
| 2006 | Реверс: космонавт на фоне стилизованного изображения Солнечной системы и звёзд, надписи на рус. КОСМОС, каз. ҒАРЫШ и англ. SPACE, год выпуска монеты. Материал: серебро-925 (кольцо, 14,6 г), тантал (центр, 26,8 г). Диаметр: 38,61 мм. Тираж: 4000 шт.                                                                  |                                    |
| 2007 | | Первый искусственный спутник Земли |
| 2007 | Реверс: спутник на фоне Земли и звёзд, даты «1957-2007», надписи «Первый искусственный спутник Земли» на каз. ТҰҢҒЫШ ЖАСАНДЫ ЖЕР СЕРІГІ и англ. THE FIRST SPACE SATELLITE OF THE EARTH. Материал: серебро-925 (кольцо, 14,6 г), тантал (центр, 26,8 г). Диаметр: 38,61 мм. Тираж: 4000 шт.                                |                                    |
| 2008 | | Космический корабль «Восток»       |
| 2008 | Реверс: космический корабль на фоне Земли, позолоченного изображения Луны и звёзд, надпись «Космический корабль „Восток“» на каз. «ВОСТОК» ҒАРЫШ КЕМЕСІ и англ. SPACESHIP «VOSTOK», год полёта — «1961» и год выпуска. Материал: серебро-925 (кольцо, 14,6 г), тантал (центр, 26,8 г). Диаметр: 38,61 мм. Тираж: 4000 шт. |                                    |
| 2009 | | «Союз» — «Аполлон»                 |
| 2009 | Реверс: космический корабль на фоне Земли и звёзд, надпись «Союз» — «Аполлон» на каз. СОЮЗ-АПОЛЛОН и англ. SOYUZ-APOLLO, эмблема программы полёта, год выпуска. Материал: серебро-925 (кольцо, 14,6 г), тантал (центр, 26,8 г). Диаметр: 38,61 мм. Тираж: 4000 шт.                                                        |                                    |
| 2010 | | Луноход-1                          |
| 2010 | Реверс: Луноход на Луне на фоне Земли и звёзд, даты «1970-2010» и его названия на каз. ЛУНОХОД-1 и англ. LUNOKHOD-1, разделённые звёздочками. Материал: серебро-925 (кольцо, 14,6 г), тантал (центр, 26,8 г). Диаметр: 38,61 мм. Тираж: 5000 шт.                                                                          |                                    |
| 2011 | | Первый космонавт                   |
| 2011 | Реверс: Юрий Гагарин в скафандре и корабль «Восток» на фоне звёзд, подпись космонавта, надписи на каз. ТҰҢҒЫШ ҒАРЫШКЕР и рус. ПЕРВЫЙ КОСМОНАВТ, даты «1961-2011». Материал: тантал (кольцо, 24 г), серебро-925 (центр, 16,7 г). Диаметр: 38,61 мм. Тираж: 5000 шт.                                                        |                                    |
| 2012 | | Космическая станция «Мир»          |
| 2012 | Реверс: станция «Мир» на фоне Земли, Луны и звёзд, эмблема станции и её название на каз. «МИР» ҒАРЫШ СТАНЦИЯСЫ и англ. SPACE STATION «MIR», год выпуска. Материал: серебро-925 (кольцо, 14,6 г), тантал (центр, 26,8 г). Диаметр: 38,61 мм. Тираж: 5000 шт.                                                               |                                    |
| 2013 | | Международная космическая станция  |
| 2013 | Реверс: МКС и космонавт на фоне Луны, эмблема станции и её название на каз. ХҒС, рус. МКС и англ. INTERNATIONAL SPACE STATION, год выпуска. Материал: серебро-925 (кольцо, 14,6 г), окисленный тантал лилового цвета (центр, 26,8 г) . Диаметр: 38,61 мм. Тираж: 5000 шт.                                                 |                                    |
| 2014 | | Буран                              |
| 2014 | Реверс: корабль на околоземной орбите и его название на каз. БУРАН и англ. BURAN, год выпуска. Материал: серебро-925 (кольцо, 14,6 г), окисленный тантал золотистого цвета (центр, 26,8 г). Диаметр: 38,61 мм. Тираж: 3000 шт.                                                                                            |                                    |
| 2015 | | Венера-10                          |
| 2015 | Реверс: космический аппарат при подлёте к Венере и его названия на каз. ВЕНЕРА-10 и англ. VENERA-10, разделённые звёздочками, год выпуска. Материал: серебро-925 (кольцо, 14,6 г), окисленный тантал пурпурного цвета (центр, 26,8 г). Диаметр: 38,61 мм. Тираж: 3000 шт.                                                 |                                    |

### Серия «Достояние республики»
В рамках этой серии также выпускаются серебряные монеты номиналом 500 тенге.
| 2012 | | Космодром Байконур |
| 2012 | Аверс: стилизованная композиция звёздного неба и двух человеческих фигур, название государства, номинал, знак монетного двора, год выпуска, масса и проба металлов. Реверс: Земля с обозначенной на ней территорией Казахстана, окружённая орбитами спутников в виде шанырака, название космодрома на каз. БАЙҚОҢЫР, рус. БАЙКОНУР и англ. BAIKONUR, звёздочки. Гурт гладкий. Материал: серебро-925 (кольцо, 14,6 г), тантал (центр, 26,8 г). Диаметр: 38,61 мм. Тираж: 5000 шт. |                    |

### Серия «Магические символы»
В рамках этой серии также выпускаются серебряные монеты номиналом 100 тенге.
| 2017 | | Монета благополучия |
| 2017 | Аверс: номинал в орнаментальном обрамлении, название государства, год выпуска, масса и проба металлов, логотип НБРК. Реверс: стилизованное изображение черепахи, надписи на каз. ИГІЛІК МОНЕТАСЫ, рус. МОНЕТА БЛАГОПОЛУЧИЯ и англ. THE WELL-BEING COIN. Гурт гладкий. Материал: серебро-925 (кольцо, 19,3 г), окисленный тантал золотистого цвета (центр, 20 г). Диаметр: 38,61 мм. Тираж: 1500 шт. |                     |

### Серия «TILASHAR»
В рамках этой серии выпускаются монеты номиналом 500 и 100 тенге.
| 2022 | | Монета TILASHAR |
| 2022 | На лицевой стороне (аверсе) монет, в центральной части, на орнаментальном фоне, расположен Государственный герб Республики Казахстан, по окружности – надписи QAZAQSTAN RESPÝBLIKASY • REPUBLIC OF KAZAKHSTAN, в нижней части – надпись, обозначающая номинал монет. На оборотной стороне (реверсе) монет изображены детские рисунки с элементами школьной атрибутики, надпись с обозначением пробы и массы металла, из которого изготовлена монета, а также год чеканки. |                 |